# Каранзел (Бихор)
Каранзел (рум. Cărănzel) насеље је у Румунији у округу Бихор у општини Лазарени. Oпштина се налази на надморској висини од 238 m.

## Становништво
Према подацима из 2002. године у насељу је живело 116 становника, од којих су сви румунске националности.